# Christian Heinrich Horst

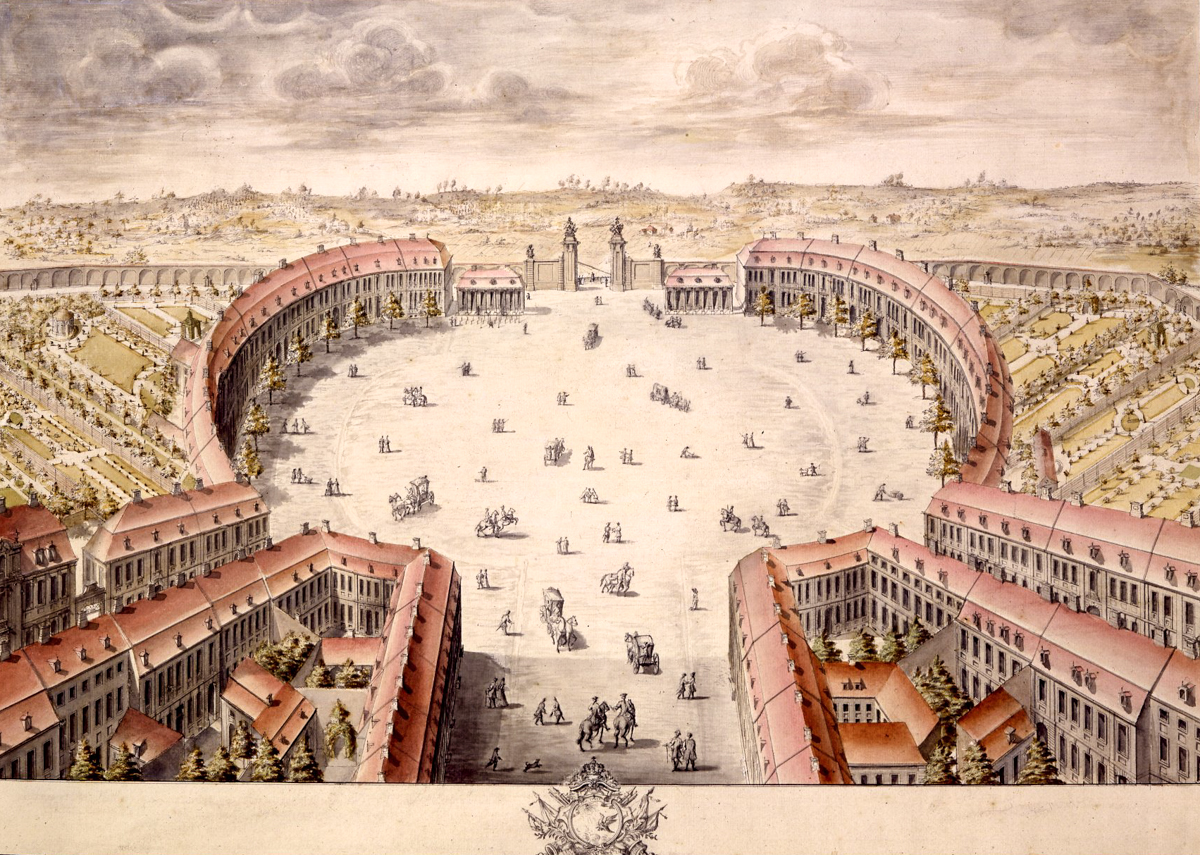
Das Rondell, der spätere Belle-Alliance-Platz und heutiger Mehringplatz um etwa 1735

Christian Heinrich Horst (* um 1700 in der Neumark, † nach 1745) war ein deutscher Baumeister.
Über das Leben von Horst ist wenig bekannt. Er war von 1726 bis etwa 1745 in Berlin tätig. Dort arbeitete er für Philipp Gerlach als Kondukteur beim Bau der Jerusalemkirche und bis 1738 bei der Erweiterung der Friedrichstadt. Er verbesserte maßgeblich die Entwürfe Gerlachs für das Palais Marschall am Wilhelmsplatz und gestaltete den dazugehörigen Garten. Unter Friedrich II. arbeitete er ab etwa 1740 für dessen Architekten Wenzeslaus von Knobelsdorff. Dann verließ er Berlin, um als Leutnant und Legationssekretär in die Dienste des holländischen Gesandten Baron Ginkel zu treten. 